# BeraadGeslagen

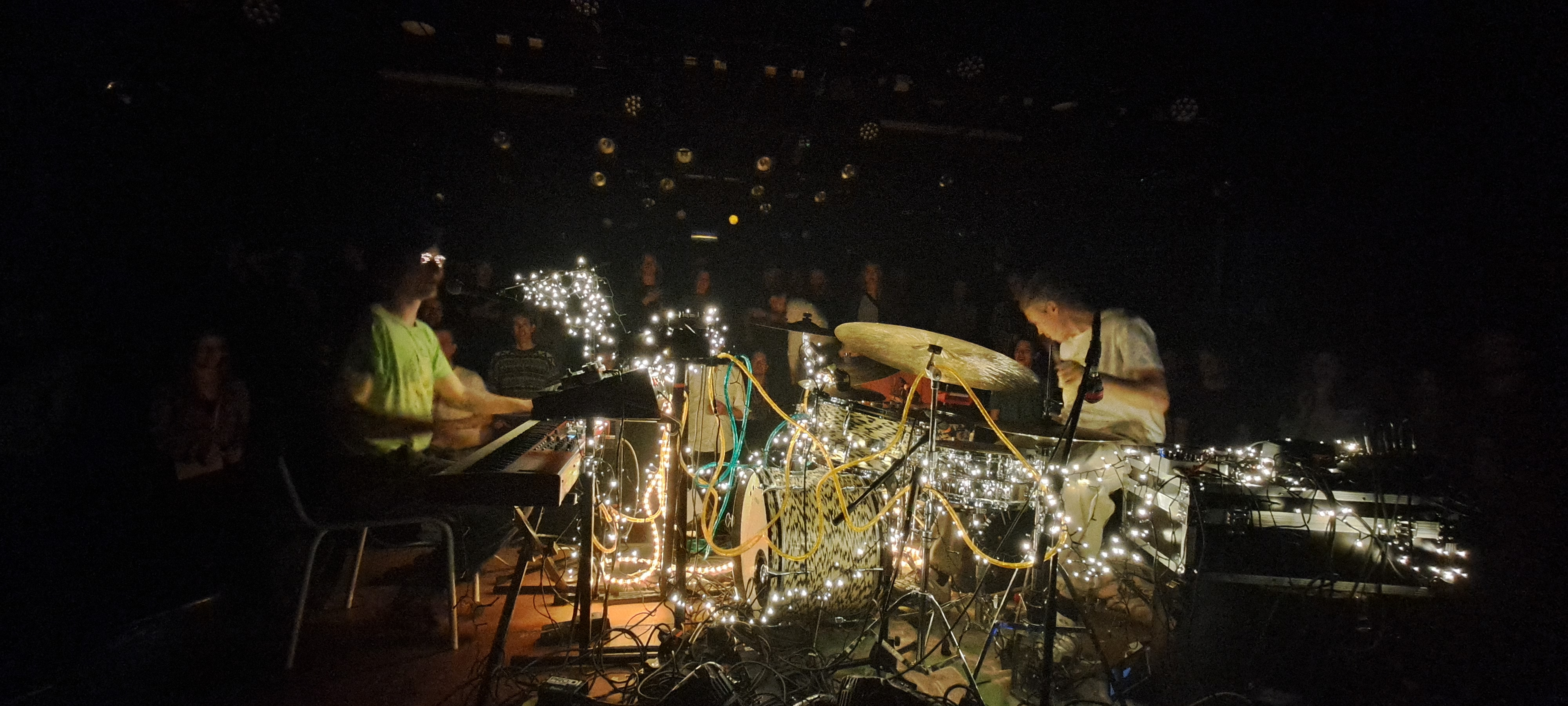
BeraadGeslagen tijdens optreden in EKKO te Utrecht op 16 december 2023

BeraadGeslagen is een Belgisch duo dat jazz en nederpop speelt.
Het duo bestaat uit Lander Gyselinck, drummer en Fulco Ottervanger, pianist. OOR publiceerde een lovende recensie van hun album Altijd bewust bewegen. De Standaard vindt dat de muziek beweegt. De Volkskrant noemt het florerende nieuwe Belgische jazz. 'Franse vaart' is de derde single van het duo. Wie zit nog stil, vraagt het Nieuwsblad zich af.